# FMサウンドポケット なみはな
『FMサウンドポケット なみはな』（エフエムサウンドポケット なみはな）は、近畿地方のNHK-FM放送で放送されていたNHK大阪放送局製作の音楽番組である。

## 概要
『かんさいeスクエア』の後番組として2009年3月30日放送開始。原則として祝日を除く毎週平日（月曜から金曜）18時から18時50分の生放送。題名は「浪花」をひらがな読みにしたものであるとともに、音楽の「波」を起こして「花」を咲かせようという狙いも込めている。
それぞれの曜日に放送するジャンルを定め、それに沿った楽曲を送りながら、リスナーから寄せられたリクエスト、お便りを募集する。2012年から一部の曜日の配列が変更された。
- 月曜日：洋楽
- 火曜日・金曜日：邦楽（ゲストコーナーあり）
- 水曜日：オールリクエスト
- 木曜日：アーチスト特集（特定のアーチストを毎回1組取り上げる）
- 全曜日：わたしのオールディーズ（懐メロリクエスト）

2011年度のみNHK和歌山放送局に限り金曜日だけ『パワステ』に差し替えのため休止となっていたが、2012年3月の同番組の終了に伴い、2012年度から再び近畿地方2府4県全域で全曜日の放送が開始された。
2013年以後、ラジオの地域情報番組をFMから中波のラジオ第1放送にシフトし、多くのFMでの独自の番組が廃止、ないしは放送規模を一部縮小する中で、広域放送のブロック単位で唯一FMの地域番組を継続している。（関東地方においては、横浜・さいたまの両局が18時台にそれぞれの県域放送番組を編成している）また全国で唯一、ラジオ第1（関西ラジオワイド）・FM双方で夕方の地域情報番組を編成する地域でもある。
2016年4月1日をもって放送終了。4月4日からは『かんさいミュージックBOX なみはな』として改題し、放送されている。

## パーソナリティ
いずれも大阪局契約アナウンサー。最終回時点のもの。
- 月・火曜日：中井真奈（2014年4月より）
- 木・金曜日：倉窪莉沙（2012年4月より）

※水曜はこの2名のうち1人が隔週ローテーションで担当
この2名は平日日中の大阪向けラジオ第1（一部FM同時）で放送のローカルニュースも担当する時間帯（午前11:50から正午など）がある。以前は土曜・日曜の日中 - 夕方のローカルニュースなども担当していたこともあった。
過去
- 湯谷明子（2010年度まで　毎週木・金曜と隔週の水曜担当）
- 青柳万美（2010年度までは毎週月・火曜と隔週の水曜担当、2011年度は水・木・金曜担当）
- 藤村周子（2011-2013年度　2011年は毎週月・火、2012-2013年は月・火・水曜担当）

## 備考
2011年3月22日から同年3月24日まで東日本大震災報道のため、東京発の関東・甲信越地方ローカル番組『サンセットパーク』を放送した。